# Giáo dục California
Hệ thống giáo dục California bao gồm các cơ sở giáo dục công lập và tư thục ở tiểu bang California, Hoa Kỳ, trong đó có các trường đại học, viện đại học, trường trung học, và trường tiểu học.

## Các trường phổ thông
California là tiểu bang đông dân nhất Hoa Kỳ và có nhiều học sinh nhất, với hơn 6,2 triệu học sinh trong năm học 2005-2006. Khoảng 25% học sinh là những người theo học tiếng Anh, so với tỉ lệ 9% của toàn quốc. Mức tài trợ cho giáo dục và số lượng nhân viên làm công tác giáo dục không bằng các tiểu bang khác. California xếp thứ 29 trong tổng số 51 tiểu bang và đặc khu liên bang (bao gồm cả thủ đô Washington, D.C.) xét về chi phí trên mỗi học sinh trong năm học 2005-2006. California xếp thứ 49/51 xét về chi phí cho giáo viên trên mỗi sinh viên; chỉ hơn Arizona và Utah.

## Các trường và viện đại học
Hệ thống viện đại học nghiên cứu chính của là hệ thống Viện Đại học California (University of California, gọi tắt là UC). UC có 10 viện đại học chính (hay còn gọi là campus). Đứng đầu mỗi viện đại học trong hệ thống UC là một viện trưởng (tiếng Anh: chancellor) do Hội đồng Quản trị Hệ thống UC (UC Board of Regents) chỉ định.
Mười viện đại học chính của hệ thống UC tọa lạc ở Berkeley, Los Angeles, San Diego, Davis, Santa Cruz, Santa Barbara, Irvine, Riverside, Merced, và San Francisco. Trong đó, UC-San Francisco chỉ dạy sinh viên sau đại học trong các ngành y khoa. Hastings College of Law, cũng ở San Francisco, là một trong bốn trường luật của hệ thống UC. Hệ thống UC nhận vào học các học sinh nằm trong số 12,5% đứng đầu, và là nơi cung cấp phần lớn hoạt động học tập sau đại học và nghiên cứu.
Hệ thống UC còn trực tiếp điều hành Lawrence Berkeley National Laboratory cho Bộ Năng lượng Hoa Kỳ. Hệ thống này cũng gián tiếp quản lý Los Alamos National Laboratory thông qua Los Alamos National Security, LLC và Lawrence Livermore National Laboratory thông qua Lawrence Livermore National Security, LLC.
Hệ thống California State University (gọi tắt là CSU) cũng được xem là một trong những hệ thống cơ sở giáo dục tốt trên thế giới. Với hơn 400.000 sinh viên, hệ thống CSU là hệ thống viện đại học lớn nhất Hoa Kỳ. CSU nhận vào các học sinh trung học nằm trong số 1/3 đứng đầu. Các viện đại học trong hệ thống CSU chủ yếu dành cho giáo dục bậc đại học, mặc dù nhiều trong số các viện đại học lớn của CSU trở nên có định hướng nghiên cứu, đặc biệt trong các ngành khoa học ứng dụng, chẳng hạn Cal Poly, CSU Long Beach, CSU Fullerton, CSU Fresno, San Diego State, và San José State (viện đại học công lập lâu đời nhất tiểu bang California).
Hệ thống California Community Colleges cung cấp các khóa học "giáo dục đại cương" (mà sinh viên có thể dùng để chuyển tiếp lê học trong các viện đại học thuộc hệ thống CSU và UC), cũng như các chương trình dạy nghề, ôn lại kiến thức, và giáo dục suốt đời. Hệ thống này cấp các chứng chỉ và bằng cao đẳng (tiếng Anh: associate degree). Nó bao gồm 109 trường đại học được tổ chức thành 72 khu vực, cung cấp giáo dục cho 2,9 triệu người dân.
Các trường và viện đại học tư thục đáng chú ý có Stanford University, Touro University, Viện Đại học Nam California (USC), University of San Francisco (USF), Santa Clara University, Pepperdine University, Saint Mary's College, University of the Pacific, Claremont Colleges, Occidental College, và Viện Công nghệ California (Caltech; Caltech còn điều hành Jet Propulsion Laboratory cho NASA).
California có hàng trăm trường đại học và viện đại học khác, trong đó có nhiều cơ sở mang tính chất tôn giáo hay có mục đích đặc biệt. Điều này mang lại nhiều cơ hội giáo dục và giải trí cho người dân tiểu bang.